# Brachystelma burchellii
Brachystelma burchellii là một loài thực vật có hoa trong họ La bố ma. Loài này được (Decne.) Peckover mô tả khoa học đầu tiên năm 1996.